# Elecciones provinciales de San Luis de 2019
Las elecciones generales de la provincia de San Luis de 2019  tuvieron lugar el domingo 16 de junio del mencionado año, con el objetivo de renovar los cargos de Gobernador y Vicegobernador, así como 21 de las 43 de bancas de la Cámara de Diputados y elegir a 5 de los 9 senadores departamentales, componiendo los poderes ejecutivo y legislativo de la provincia para el período 2019-2023. El 21 de abril estaban destinadas a realizarse elecciones Primarias, Abiertas, Simultáneas, y Obligatorias (PASO) para escoger a los candidatos que pasarían a la elección general. Sin embargo, debido a que ninguna de las seis fuerzas que presentaron candidaturas tenía realmente una interna partidaria que dirimir, la justicia electoral canceló las elecciones, con lo cual las seis precandidaturas presentadas pasaron automáticamente a la elección general. Se realizaron antes que las elecciones presidenciales y legislativas a nivel nacional.
Dentro de las elecciones provinciales, los comicios de San Luis destacaron por varios puntos. Para empezar, se desató un conflicto dentro de la alianza provincial gobernante, Compromiso Federal, dominada por el Partido Justicialista (PJ) local y encabezada esencialmente por los hermanos Adolfo (exgobernador) y Alberto Rodríguez Saá (gobernador incumbente), líderes del sector peronista que gobierna la provincia desde 1983. La confrontación se debió a las intenciones de ambos hermanos de concurrir a las elecciones como candidatos a gobernador, buscando Alberto Rodríguez Saá la reelección para un segundo mandato. De este modo, por primera vez, los hermanos Rodríguez Saá se presentaron por separado, con Alberto liderando la alianza Frente de Unidad Justicialista (FUJ) y Adolfo, que fue expulsado del PJ de San Luis poco antes de los comicios, la coalición Juntos por la Gente (JpG). A su vez, la mayoría de la oposición provincial, liderada por el también exgobernador Claudio Poggi y compuesta por los partidos Avanzar San Luis (Avanzar), San Luis Somos Todos (SLST), Unión Cívica Radical (UCR) y Propuesta Republicana (PRO), presentó la alianza San Luis Unido (para diferenciarse de Cambiemos a nivel nacional). De este modo, los tres principales candidatos a gobernador eran exgobernadores de extracción peronista.
El día de las elecciones, se produjo un apagón nacional, dejando a todo el país (excepto Tierra del Fuego), sin luz eléctrica. De este modo, la primera mitad de la jornada electoral transcurrió esencialmente a oscuras. Sin embargo, a pesar de las dificultades generadas por el apagón, no hubo denuncias de irregularidades serias y la elección fue reconocida como válida por las fuerzas contendientes. El escrutinio resultó en una victoria estrecha para Alberto Rodríguez Saá, con el 42,34% de los votos contra el 34,54% de Poggi, que logró relegar sorpresivamente a Adolfo Rodríguez Saá a un lejano tercer puesto, con el 22,03%. Con respecto al plano legislativo, el Frente de Unidad Justicialista retuvo su mayoría en ambas cámaras de la legislatura, mientras que Sergio Guardia, candidato de San Luis Unido en el Departamento Junín, logró una estrecha victoria y resultó elegido senador, por lo que por primera vez en más de una década, la oposición al gobierno de Rodríguez Saá se vería representada en la cámara alta provincial. El FUJ obtuvo 10 diputados, contra 5 de San Luis Unido. Juntos por la Gente no obtuvo ningún senador, y solo 5 diputados. La participación fue del 78.15% del electorado registrado.
El 27 de junio de 2019 Tribunal Electoral Provincial requirió que convoque a elecciones complementarias en la mesa N.º 984 de la localidad de Las Lagunas del Departamento General San Martín, por no coincidir el escrutinio definitivo con la cantidad de votos que se encontraron dentro de la urna. Con la sumatoria de los votos en las restantes 16 mesas del departamento, el Frente Unidad Justicialista obtuvo 1.960 votos; la alianza San Luis Unido 607; y la alianza Juntos por la Gente 567. De esta manera, mediante la utilización del sistema D'Hondt, el oficialismo provincial lograría dos de las bancas y la restante sería para San Luis Unido. Las elecciones complementarias se realizaron el 14 de noviembre de 2021.

## Renovación Legislativa
| Departamento              | Cámara de Diputados | Cámara de Diputados | Cámara de Senadores | Cámara de Senadores |
| Departamento              | Diputados           | A renovar           | Senadores           | A renovar           |
| ------------------------- | ------------------- | ------------------- | ------------------- | ------------------- |
| Ayacucho                  | 4                   | 4                   | 1                   | —                   |
| Belgrano                  | 3                   | —                   | 1                   | —                   |
| Chacabuco                 | 4                   | 4                   | 1                   | 1                   |
| Coronel Pringles          | 3                   | —                   | 1                   | 1                   |
| General Pedernera         | 10                  | 10                  | 1                   | —                   |
| General San Martín        | 3                   | 3                   | 1                   | —                   |
| Gobernador Dupuy          | 3                   | —                   | 1                   | 1                   |
| Junín                     | 3                   | —                   | 1                   | 1                   |
| Juan Martín de Pueyrredón | 10                  | —                   | 1                   | 1                   |
| Total                     | 43                  | 21                  | 9                   | 5                   |

## Resultados

### Gobernador y vicegobernador
El candidato peronista, gobernador electo, se alzó con la victoria en todos los departamentos de la provincia, excepto en el departamento Junín.
|  | 42,34 % |

|  | 34,54 % |

|  | 22,03 % |

|  | 0,42 % |

|  | 0,35 % |

|  | 0,33 % |

|  | 96,37 % |

|  | 2,10 % |

|  | 1,54 % |

|  | 100 % |

|  | 77,59 % |

### Cámara de Diputados
|  | 40,09 % |

|  | 30,00 % |

|  | 24,19 % |

|  | 1,99 % |

|  | 1,59 % |

|  | 1,29 % |

|  | 0,84 % |

|  | 88,93 % |

|  | 9,86 % |

|  | 1,21 % |

|  | 100 % |

#### Resultados por departamentos
| Ayacucho 4 Diputados           | Ayacucho 4 Diputados                        | Ayacucho 4 Diputados | Ayacucho 4 Diputados | Ayacucho 4 Diputados | Ayacucho 4 Diputados |
| Partido                        | Partido                                     | Votos                | %                    | Bancas               | Candidatos |
| ------------------------------ | ------------------------------------------- | -------------------- | -------------------- | -------------------- | --- |
|                                | Frente de Unidad Justicialista              | 5.378                | 46,53                | 2/4                  | 1. Juan Carlos Eduardo 2. Analía María del Valle Agüero 3. José Víctor Cabáñez Lanza 4. Cristina Deolinda Gatica |
|                                | San Luis Unido                              | 2.779                | 24,04                | 1/4                  | 1. Ricardo Javier Giménez 2. Teresita Mabel Llanos 3. Daniel Edgardo Figueroa 4. María Josefa Zárate |
|                                | Juntos por la Gente                         | 2.077                | 17,97                | 1/4                  | 1. Mario Luis Alume Nasif 2. Teresa Aberastain 3. Noel Jesús Carreño 4. Mariella Alejandra Páez Hernández |
|                                | Partido Frente para la Victoria             | 1.324                | 11,46                | 0/4                  | 1. María Esther Ortiz 2. Julio César García 3. Rosa Ysidra Ortiz 4. Renso David Arabel |
| Votos afirmativos              | Votos afirmativos                           | 11.558               | 86,95                |                      | |
| Votos en blanco                | Votos en blanco                             | 1.596                | 12,01                |                      | |
| Votos nulos                    | Votos nulos                                 | 138                  | 1,04                 |                      | |
| Total                          | Total                                       | 13.292               | 100                  |                      | |
| Chacabuco 4 Diputados          |                                             |                      |                      |                      | |
| Partido                        | Partido                                     | Votos                | %                    | Bancas               | Candidatos |
|                                | Frente de Unidad Justicialista              | 6.095                | 45,86                | 2/4                  | 1. José Hipólito Pedernera 2. María del Carmen Portella 3. Darío Federico Casadidio 4. Nora Leonides Viguet |
|                                | San Luis Unido                              | 3.198                | 24,06                | 1/4                  | 1. Ariel Oscar Barrozo 2. Bettina del Valle Gatica Albelo 3. Melisa Mabel Herrera 4. Matías Enzo Bongiovanni |
|                                | Juntos por la Gente                         | 2.365                | 17,79                | 1/4                  | 1. Mirtha Beatriz Ochoa 2. Juan Carlos Ponce 3. Myrian Cecilia Bertone 4. José Elvio López |
|                                | Movimiento Vecinal Independiente Provincial | 1.633                | 12,29                | 0/4                  | 1. María Cristina Maldonado 2. Nancy Azucena Altamiranda 3. Claudio David Villegas 4. Mario Javier Friera |
| Votos afirmativos              | Votos afirmativos                           | 13.291               | 86,25                |                      | |
| Votos en blanco                | Votos en blanco                             | 1.946                | 12,63                |                      | |
| Votos nulos                    | Votos nulos                                 | 173                  | 1,12                 |                      | |
| Total                          | Total                                       | 15.410               | 100                  |                      | |
| General Pedernera 10 Diputados |                                             |                      |                      |                      | |
| Partido                        | Partido                                     | Votos                | %                    | Bancas               | Candidatos |
|                                | Frente de Unidad Justicialista              | 27.722               | 37,13                | 4/10                 | Ver candidatos: 1. Érica Anabella Lucero 2. Joaquín Juan Surroca 3. Francisco Ibar Irusta 4. Teresa Catalina Páez 5. Gustavo Daniel Morales 6. Luis Aldo Nicolás González Funes 7. Fátima Soledad Torres 8. Diego Javier Ochoa 9. Patricia Alejandra Farías 10. Jonathan Martín Albedro        |
|                                | San Luis Unido                              | 24.207               | 32,42                | 3/10                 | Ver candidatos: 1. Luis Adolfo Lucero Guillet 2. Mónica Mariela Becerra 3. Víctor Manuel Sosa 4. Claudia María Mercedes Pereyra 5. Gabriela del Carmen López 6. Rudy Roberto Camera 7. Lucas Martín Zeballos 8. Silvia Inés Echevarría 9. Graciela Nanci Uranga 10. Adolfo Eduardo Castro Luna |
|                                | Juntos por la Gente                         | 19.826               | 26,55                | 3/10                 | Ver candidatos: 1. Mario Raúl Merlo 2. Verónica Teresa Causi 3. Berta Hortensia Arenas 4. Emma Rosa del Castello 5. Miguel Ángel Hidalgo 6. Adriana Myriam Lucero 7. Andrea Yamil Aguilar 8. Hugo Ernesto Carena 9. Hugo Francisco Murgo 10. Viviana Graciela de Rose                          |
|                                | Partido Demócrata                           | 2.047                | 2,74                 | 0/4                  | Ver candidatos: 1. Fernando Federico Quiroga 2. Marta Isabel della Vedova 3. Eduardo Raúl Bertrés 4. Susana Leonor Quiroga 5. Rodolfo Daniel Vizcaíno 6. Silvia Liliana Bonivardo 7. Carlos Alberto Insua 8. Alicia Lorenzo 9. José Gustavo Bellettini 10. Iris del Carmen Bonilla             |
|                                | Unión Vecinal Provincial                    | 861                  | 1,15                 | 0/4                  | Ver candidatos: 1. José María Zeballos 2. Diego Miguel Lucero 3. Sharon Sheila Aznarez 4. Sergio Eduardo Agüero Esnaola 5. Federico Iván Carrillo 6. Romina Vanesa Pérez 7. Juan Marcelo Moyano 8. Carlos Ernesto Cordido 9. Milagros Elizabeth González 10. Hugo Daniel González              |
| Votos afirmativos              | Votos afirmativos                           | 74.663               | 89,55                |                      | |
| Votos en blanco                | Votos en blanco                             | 7.659                | 9,19                 |                      | |
| Votos nulos                    | Votos nulos                                 | 1.054                | 1,26                 |                      | |
| Total                          | Total                                       | 83.376               | 100                  |                      | |
| General San Martín 3 Diputados |                                             |                      |                      |                      | |
| Partido                        | Partido                                     | Votos                | %                    | Bancas               | Candidatos |
|                                | Frente de Unidad Justicialista              | 1.960                | 62,54                | 2/3                  | 1. Adrián Fabio Agüero 2. Verónica Garro 3. Freddy Mirábile Ochoa |
|                                | San Luis Unido                              | 607                  | 19,37                | 0/4                  | 1. Federico Alberto Trombotto 2. Etergidia Nancy Escudero 3. Dina Raquel Gómez |
|                                | Juntos por la Gente                         | 567                  | 18,09                | 0/4                  | 1. Carmelo Eduardo Mirabile 2. Norma del Carmen Frías 3. Iris Margot Pringles |
| Votos afirmativos              | Votos afirmativos                           | 3.134                | 93,78                |                      | |
| Votos en blanco                | Votos en blanco                             | 182                  | 5,45                 |                      | |
| Votos nulos                    | Votos nulos                                 | 26                   | 0,78                 |                      | |
| Total                          | Total                                       | 3.342                | 100                  |                      | |

### Cámara de Senadores
|  | 40,51 % |

|  | 36,02 % |

|  | 20,10 % |

|  | 2,26 % |

|  | 0,63 % |

|  | 0,48 % |

|  | 92,39 % |

|  | 5,80 % |

|  | 1,80 % |

|  | 100 % |

#### Resultados por departamentos
| Chacabuco 1 Senador                  | Chacabuco 1 Senador | Chacabuco 1 Senador                       | Chacabuco 1 Senador | Chacabuco 1 Senador |
| Candidato                            | Partido/Alianza     | Partido/Alianza                           | Votos               | %                   |
| ------------------------------------ | ------------------- | ----------------------------------------- | ------------------- | ------------------- |
| Marcelo Fabián Debandi               |                     | Frente de Unidad Justicialista            | 6.126               | 46,59               |
| Hugo Omar Olguín                     |                     | Juntos por la Gente                       | 3.729               | 28,36               |
| Luis Patricio González               |                     | San Luis Unido                            | 3.294               | 25,05               |
| Votos afirmativos                    | Votos afirmativos   | Votos afirmativos                         | 13.149              | 85,33               |
| Votos en blanco                      | Votos en blanco     | Votos en blanco                           | 2.092               | 13,58               |
| Votos nulos                          | Votos nulos         | Votos nulos                               | 169                 | 1,10                |
| Total                                | Total               | Total                                     | 15.410              | 100                 |
| Coronel Pringles 1 Senador           |                     |                                           |                     |                     |
| Candidato                            | Partido/Alianza     | Partido/Alianza                           | Votos               | %                   |
| Héctor Daniel Camilli                |                     | Frente de Unidad Justicialista            | 4.119               | 47,15               |
| Ingrid Rosa Blumencweig              |                     | San Luis Unido                            | 3.120               | 35,71               |
| Francisco Tránsito Cornejo           |                     | Juntos por la Gente                       | 1.181               | 13,52               |
| Ezequiel Javier Dietz                |                     | Movimiento de Acción Vecinal              | 316                 | 3,62                |
| Votos afirmativos                    | Votos afirmativos   | Votos afirmativos                         | 8.736               | 89,08               |
| Votos en blanco                      | Votos en blanco     | Votos en blanco                           | 972                 | 9,91                |
| Votos nulos                          | Votos nulos         | Votos nulos                               | 99                  | 1,01                |
| Total                                | Total               | Total                                     | 9.807               | 100                 |
| Gobernador Dupuy 1 Senador           |                     |                                           |                     |                     |
| Candidato                            | Partido/Alianza     | Partido/Alianza                           | Votos               | %                   |
| Diamela Rocío Edith Freixes          |                     | Frente de Unidad Justicialista            | 4.378               | 56,27               |
| Gonzalo Federico Amondarain          |                     | San Luis Unido                            | 2.800               | 35,99               |
| Alicia Susana Arrieta                |                     | Juntos por la Gente                       | 603                 | 7,75                |
| Votos afirmativos                    | Votos afirmativos   | Votos afirmativos                         | 7.781               | 92,96               |
| Votos en blanco                      | Votos en blanco     | Votos en blanco                           | 499                 | 5,96                |
| Votos nulos                          | Votos nulos         | Votos nulos                               | 90                  | 1,08                |
| Total                                | Total               | Total                                     | 8.370               | 100                 |
| Junín 1 Senador                      |                     |                                           |                     |                     |
| Candidato                            | Partido/Alianza     | Partido/Alianza                           | Votos               | %                   |
| Sergio Luis Guardia                  |                     | San Luis Unido                            | 7.886               | 40,31               |
| Guillermo Daniel Alániz              |                     | Frente de Unidad Justicialista            | 7.276               | 37,20               |
| Mercedes Sandra Fidelfina Altamirano |                     | Juntos por la Gente                       | 4.399               | 22,49               |
| Votos afirmativos                    | Votos afirmativos   | Votos afirmativos                         | 19.561              | 89,29               |
| Votos en blanco                      | Votos en blanco     | Votos en blanco                           | 2.066               | 9,43                |
| Votos nulos                          | Votos nulos         | Votos nulos                               | 280                 | 1,28                |
| Total                                | Total               | Total                                     | 21.907              | 100                 |
| Juan Martín de Pueyrredón 1 Senador  |                     |                                           |                     |                     |
| Candidato                            | Partido/Alianza     | Partido/Alianza                           | Votos               | %                   |
| María Angélica Torrontegui           |                     | Frente de Unidad Justicialista            | 50.934              | 39,01               |
| Federico Humberto Tula Barale        |                     | San Luis Unido                            | 47.664              | 36,50               |
| Gilda Liliana Bartolucci             |                     | Juntos por la Gente                       | 26.229              | 20,09               |
| Héctor David Ocaña                   |                     | Movimiento de Acción Vecinal              | 3.756               | 2,88                |
| Laura Gabriela Oliva                 |                     | Movimiento Socialista de los Trabajadores | 1.127               | 0,86                |
| César Gabriel Cabrera                |                     | Movimiento al Socialismo                  | 871                 | 0,67                |
| Votos afirmativos                    | Votos afirmativos   | Votos afirmativos                         | 130.581             | 93,86               |
| Votos en blanco                      | Votos en blanco     | Votos en blanco                           | 5.667               | 4,07                |
| Votos nulos                          | Votos nulos         | Votos nulos                               | 2.874               | 2,07                |
| Total                                | Total               | Total                                     | 139.122             | 100                 |